# Ampelaster
- Commons
- Wikispecies

Ampelaster G. L. Nesom é um género botânico pertencente à família Asteraceae.

## Espécies
Apresenta uma única espécie:
- Ampelaster carolinianus